# Meseșenii de Jos, Sălaj
Meseșenii de Jos este satul de reședință al comunei cu același nume din județul Sălaj, Transilvania, România.

## Istoric
Vechiul nume a fost Cățălul Unguresc, din anii 1920 s-a numit Cățălușa, iar după 1964 Meseșenii de Jos.
Pe 25 octombrie 1943, episcopul Iuliu Hossu a fost în vizitațiune canonică în sat.

## Vezi și
- Biserica reformată din Meseșenii de Jos

## Imagini

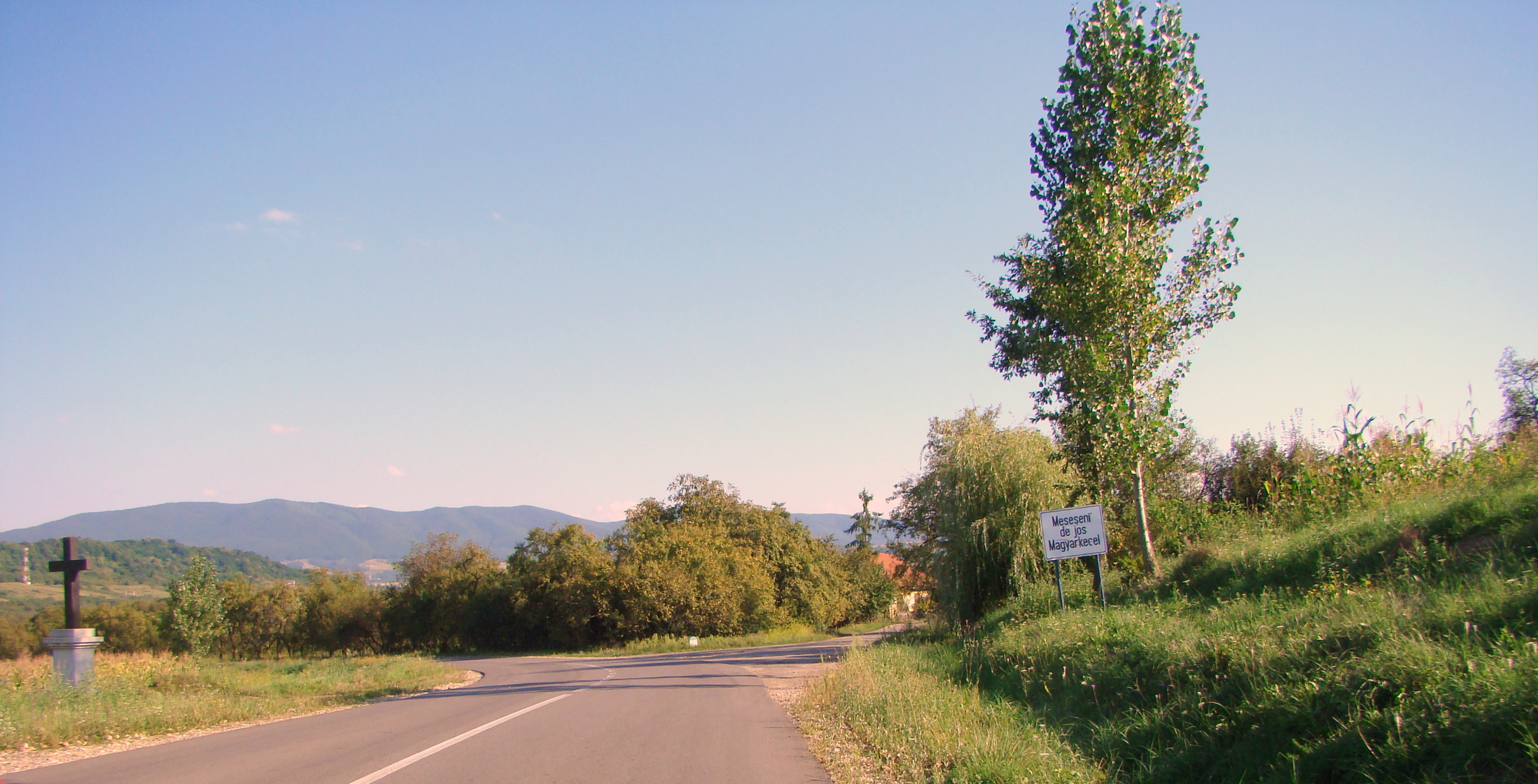
Intrarea în localitate
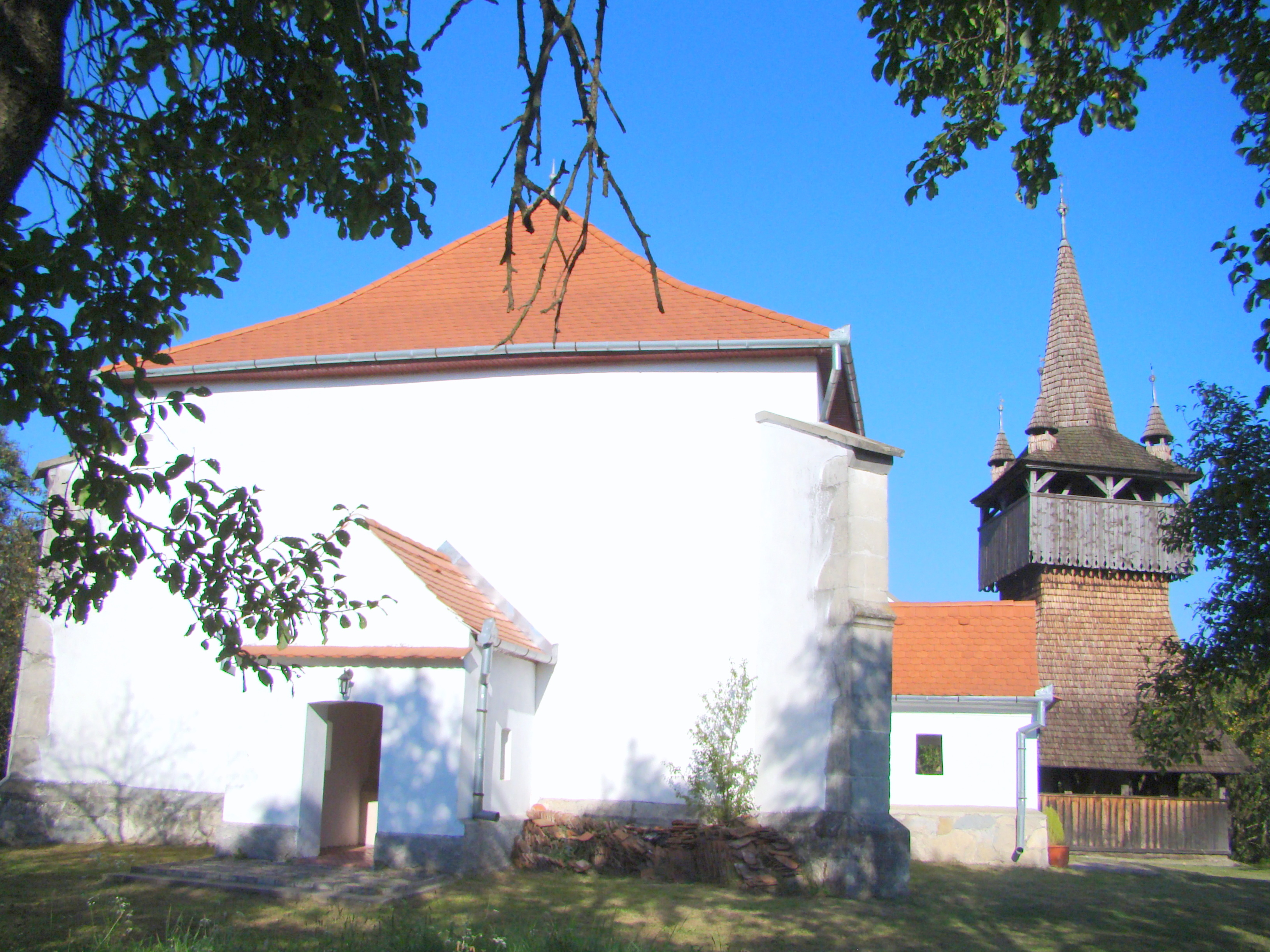
Ansamblul bisericii reformate din Meseșenii de Jos (monument istoric)
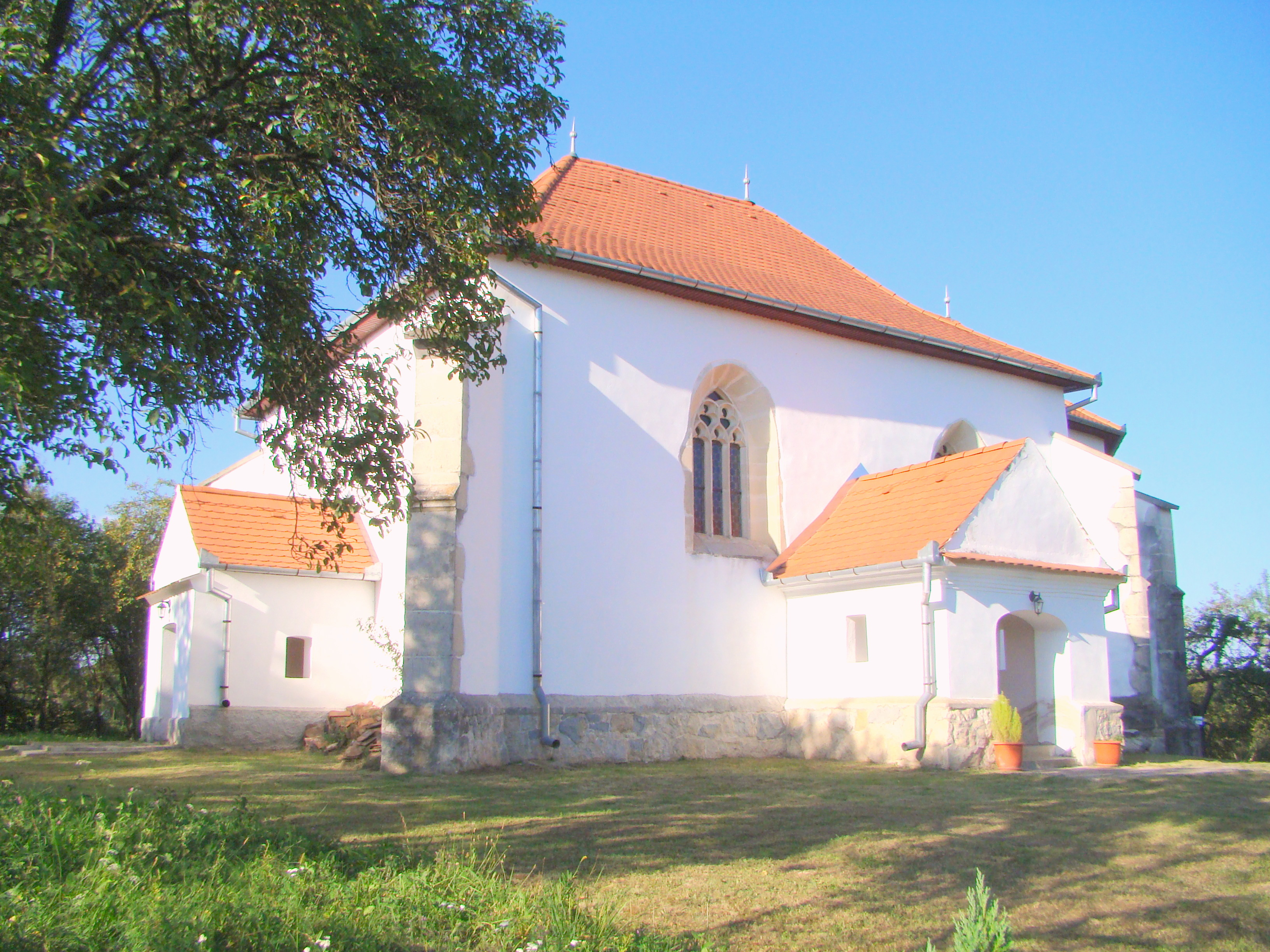
Biserica reformată (monument istoric)
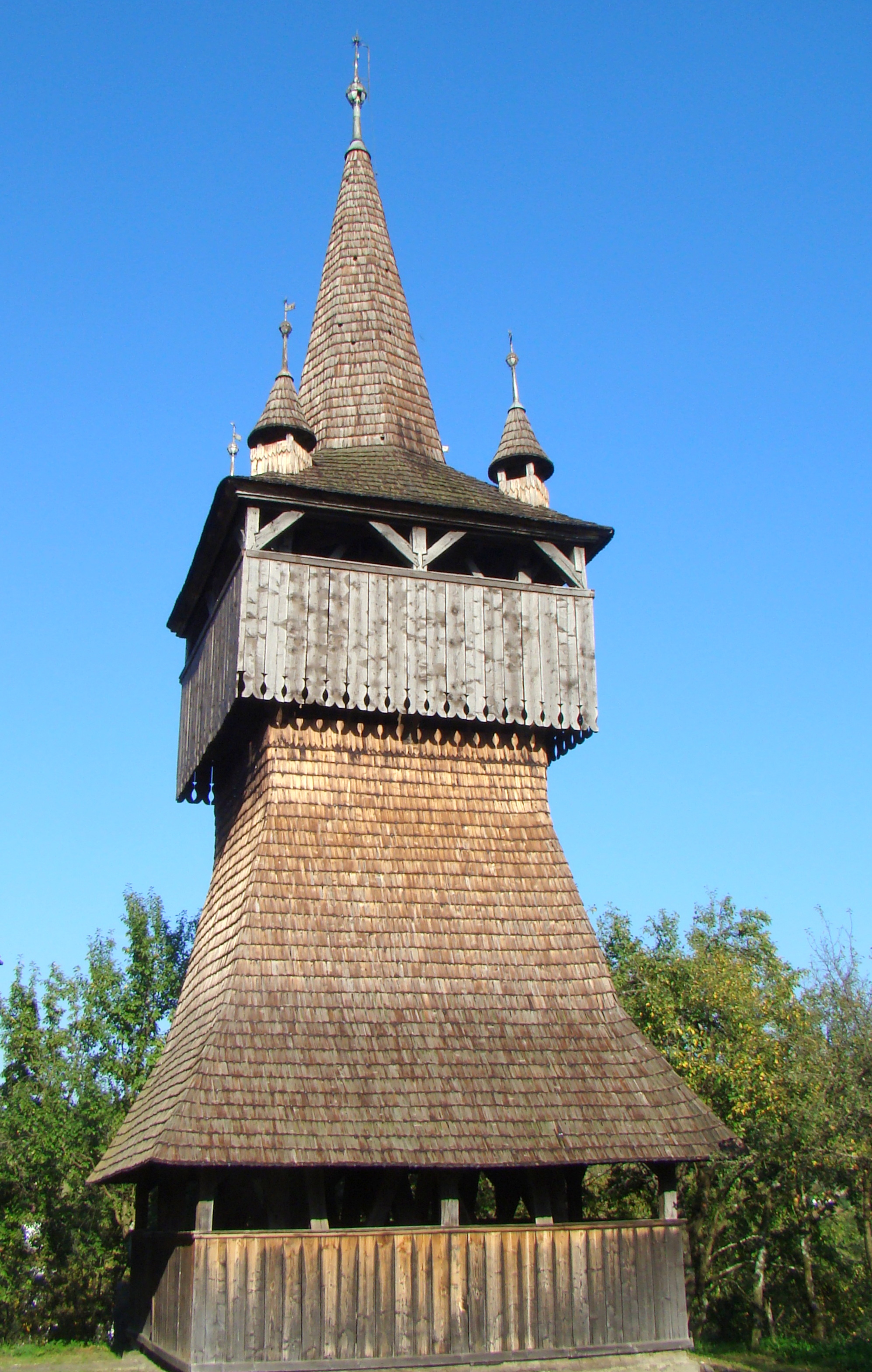
Clopotnița de lemn a bisericii reformate (monument istoric)

 Acest articol despre o localitate din județul Sălaj este deocamdată un ciot. Puteți ajuta Wikipedia prin completarea lui.